# Veteranenministerium
Veteranenministerium nennt man ein Ministerium (als nachgeordnete Dienststelle Veteranenagentur), das sich speziell um die Anliegen der Kriegsveteranen kümmert. Es ist dort zu finden, wo jüngere kriegerische Engagements zu einem inneren sozialen Brennpunkt geführt haben. Sonst sind die Agenden der ehemaligen Soldaten an einem militärischen Ministerium angesiedelt, bzw. für Pensionisten an einem Sozialministerium.

## Liste
Ministerien und Agenturen:
- Portefeuille: Weitere Agenden der Behörde; nachgeordnete Dienststellen werden ans Ende sortiert
- seit: Behörde besteht so seit
- Leiter: Titel des Amtes, allfällig Link auf eine Liste (sortiert nach Amtsbezeichnung und Ressort)

Stand: 1/2014
| Land                   | Behörde | kurz              | seit     | Portefeuilles und Anmerkungen | Leiter                                                          |
| ---------------------- | --- | ----------------- | -------- | --- | --------------------------------------------------------------- |
| Australien             | Department of Veterans’ Affairs                                                                                           | DVA               | 1917     | | Minister for Veterans’ Affairs                                  |
| Frankreich             | Office National des Anciens Combattants et Victimes de Guerre                                                             | ONACVG (O.N.A.C.) | 1916     | Unabhängige Organisation (war 2010–12 ministerielles Ressort)                                                                                              | unter der Obhut des Ministre de la Défense                      |
| Indien                 | Department of Ex-Servicemen Welfare                                                                                       | DESW              | 2004     | Abteilung des Verteidigungsministeriums | unter dem रक्षा मंत्री Raksha Mantri / Minister of Defence           |
| Mali                   | Ministère de la Défense et des Anciens Combattants                                                                        | ?                 | ?        | Verteidigung und Veteranen; Neustrukturierung | Ministre des Anciens Combattants                                |
| Kanada                 | Department of Veterans Affairs / Ministère des Anciens Combattants (Veterans Affairs Canada / Anciens Combattants Canada) | DVA/MAC (VAC/ACC) | 1944     | | Minister of Veterans Affairs / Ministre des Anciens Combattants |
| Kroatien               | Ministarstvo branitelja                                                                                                   | ?                 | 2005     | | Ministar branitelja                                             |
| Neuseeland             | Veterans’ Affairs New Zealand                                                                                             | VANZ              | 2011     | teilautonome Dienststelle der New Zealand Defence Force; General Manager ist auch Secretary for War Pensions (seit 1954, War Pensions Act)                 | General Manager of Veterans Affairs                             |
| Südafrika              | Department of Military Veterans                                                                                           | DMV               | 1919     | Militärveteranen (gemeinsam mit Verteidigung) | Minister of Military Veterans                                   |
| Südkorea               | 국가보훈처 / 國家報勳處 Gukga Bohon Cheo (Ministry of Patriots and Veterans Affair)                                       | MPVA              | 1961     | Patrioten- und Veteranenangelegenheiten | ?                                                               |
| Südsudan               | Ministry of Defence and Veterans Affairs                                                                                  | ?                 | 2011     | Verteidigung und Veteranenangelegenheiten | Minister of Veterans Affairs                                    |
| Vereinigtes Königreich | Service Personnel and Veterans Agency (Veterans UK)                                                                       | SPVA              | ? (2007) | Personal- und Veteranenangelegenheiten Dienststelle des UK Ministry of Defence; soll in einen Defence Business Services (DBS Military HR) übgeführt werden | unter dem Minister of Defence                                   |
| Vereinigte Staaten     | United States Department of Veterans Affairs                                                                              | VA                | 1930     | | Secretary of Veterans Affairs                                   |

## Historische Behörden
- Frankreich:[1] 1917 auch ein Office des Pupilles de la Nation (Kriegswaisenagentur); 1926 Office du combattant affecté à la prise (Kriegsgefangenenagentur); 1935 vereinigt zum Office national des mutilés, combattants, victimes de la guerre et pupilles de la Nation; 1946 heutiger Name; 2010–2012 zwischenzeitlich Ministère de la Défense et des Anciens Combattants (Verteidigung und Veteranen)
- Kroatien:  Ministarstvo obitelji, branitelja i međugeneracijske solidarnosti (Familienfragen, Veteranen und Generationensolidarität)
- Namibia: Ministerium für Veteranenangelegenheiten
- Südkorea: anfangs als Soldiers’ Affairs Agency (Nationale Agentur)[7]
- Vereinigtes Königreich: bis 2007 eigene Veterans Agency, dann mit der Armed Forces Personnel Administration Agency vereinigt;[8]